# Scoloposcelis obscurella
Scoloposcelis obscurella är en insektsart som först beskrevs av Zetterstedt 1838.  Scoloposcelis obscurella ingår i släktet Scoloposcelis, och familjen näbbskinnbaggar. Arten är reproducerande i Sverige.